# George Schetky
John George Schetky (* 1. Juni 1776 in Edinburgh; † 11. Dezember 1831 in Philadelphia) war ein schottisch-amerikanischer Komponist, Cellist und Musikverleger.
Der Sohn des deutschen Cellisten und Komponisten Johann Georg Christoph Schetky kam 1787 nach Philadelphia, wo sein Onkel, der Komponist Alexander Reinagle, eine bedeutende Rolle im musikalischen Leben spielte. Er trat dort als Cellist auf und wirkte als Lehrer, Komponist und Dirigent. Ab 1803 gab er mit Benjamin Carr das The Musical Journal for the Piano Forte heraus, das erste Musikmagazin, das in den USA erschien. Von 1806 bis 1811 war er Carrs Partner in dem Musikverlag Carr & Schetky. Daneben war er auch selbständig als Verleger aktiv.
Ab 1809 war Schetky Mitglied der Amateurs of Music, einer Vorläuferorganisation der Musical Fund Society of Philadelphia, zu deren Mitbegründern er 1820 gehörte. Aus Protest gegen den Britisch-Amerikanischen Krieg ging er 1812 nach Schottland, von wo er 1817 in die USA zurückkehrte. Von seinen Kompositionen sind nur wenige erhalten, darunter sechs Lieder sowie einige Tänze und Klavierwerke.